# Сиваки (городское поселение)
Муниципа́льное образова́ние рабочий посёлок (пгт) Сиваки — городское поселение в Магдагачинском районе Амурской области.
Административный центр — пгт Сиваки.

## История
12 мая 2005 года в соответствии с Законом Амурской области № 477-ОЗ образовано муниципальное образование «Рабочий посёлок (пгт) Сиваки» и наделено статусом городского поселения.

## Население
| 2002  | 2010  | 2011  | 2012  | 2013  | 2014  | 2015  |
| ----- | ----- | ----- | ----- | ----- | ----- | ----- |
| 2578  | ↘2056 | ↘2041 | ↘1986 | ↘1937 | ↘1861 | ↘1790 |
| 2016  | 2017  | 2018  | 2019  | 2020  | 2021  | 2023  |
| ↘1767 | ↘1735 | ↘1681 | ↘1628 | ↘1568 | ↘1322 | ↘1236 |

## Состав городского поселения
| № | Населённый пункт | Тип населённого пункта      | Население |
| - | ---------------- | --------------------------- | --------- |
| 1 | Посёлок 16 км    | посёлок                     | →0        |
| 2 | Сиваки           | пгт, административный центр | ↘1236     |